# Benny Feilhaber
Benny Feilhaber (* 19. Jänner 1985 in Rio de Janeiro, Brasilien) ist ein ehemaliger US-amerikanischer Fußballspieler brasilianisch-österreichischer Herkunft, der zuletzt in der Major League Soccer bei Sporting Kansas City unter Vertrag stand.

## Biographie
Feilhaber hatte bis zu seinem siebten Lebensjahr in Brasilien gelebt, ehe er in die Vereinigten Staaten zog. Dort verbrachte er die nächsten acht Jahre in Scarsdale, einem Vorort von New York City, wo er für die lokale Mannschaft Scarsdale Lightning spielte. 1996 gewann er mit dem Team den New York State Cup.
1999 zog er nach Irvine, Kalifornien um und spielte dort für die Schulmannschaft der Northwood High School. Außerdem war er für den lokalen Klub Irvine Strikers, mit dem er diverse Titel gewann, aktiv. 2003 ging er an die University of California nach Los Angeles und spielte bei den UCLA Bruins.
Aufgrund der Herkunft seines Großvaters (ein jüdischer Flüchtling aus Österreich) besitzt er auch einen österreichischen Pass.

## Karriere

### Hamburger SV
Der Mittelfeldspieler kam im Juli 2005 von den Bruins zum Hamburger SV; der HSV hatte ihn bei seinem Einsatz für die U-20-Auswahlmannschaft der Vereinigten Staaten bei der Makkabiade in Israel entdeckt. Sein Bundesliga-Debüt gab er am 14. Oktober 2006 (7. Spieltag) bei der 1:2-Niederlage im Heimspiel gegen den FC Schalke 04, als er zur Halbzeit für Nigel de Jong eingewechselt wurde. Bis zum Sommer 2007 spielte er sowohl für den A-Kader des HSV, als auch für zweite Mannschaft in der Regionalliga Nord.

### Derby County
Ab dem 10. August 2007 war Feilhaber für Derby County in der englischen Premier League spielberechtigt. Sein Debüt gab er am 17. September 2007 (6. Spieltag) beim 1:0-Sieg im Heimspiel gegen Newcastle United, als er in der 80. Minute für Kenny Miller eingewechselt wurde. Nach der Entlassung von Billy Davies kam er unter dem neuen Trainer Paul Jewell nur noch zu wenigen Ligaeinsätzen.  Am Ende der Saison wurde Feilhaber freigestellt, um ihm einen ablösefreien Wechsel zu ermöglichen.

### AGF
Im August 2008 wechselte Feilhaber zum dänischen Erstligisten Aarhus GF. Dort absolvierte er seinen ersten Einsatz am 1. September 2008 gegen den FC Nordsjælland. Am 27. Juli 2009 erzielte er sein erstes Tor für den Verein und wurde zum „Spieler des Spiels“ ernannt. Im Frühling 2010 verletzte sich Feilhaber und kam anschließend nur wieder mäßig in seine Rolle als Spieler zurück. Mit der Mannschaft stieg er in die 1. Division, der zweiten dänischen Liga, ab.

### New England Revolution
Feilhaber wechselte im April 2011 in die Major League Soccer zu New England Revolution. Vorher hatten CD Chivas USA und Philadelphia Union das Recht, Feilhaber unter Vertrag zu nehmen, ausgeschlagen.

### Sporting Kansas City
Im Dezember 2012 wechselte Feilhaber zu Sporting Kansas City, mit dem er 2013 den MLS Cup gewann. Beim mit 7:6 im Elfmeterschießen gewonnenen Finale verwandelte er seinen Strafstoß zum zwischenzeitlichen 3:1.

### Los Angeles FC
Nach 180 Spielen und 33 Treffern für das Team aus Missouri schloss sich Feilhaber am 4. Januar 2018 dem Ligarivalen Los Angeles FC an.

## Nationalmannschaft
Mit der U-20-Nationalmannschaft der Vereinigten Staaten nahm Benny Feilhaber an der Junioren-Weltmeisterschaft 2005 in den Niederlanden teil. Dort wurde er von den FIFA-Juroren zu einer der 14 „Entdeckungen des Turniers“ gewählt.
Im November 2006 wurde er vom österreichischen Co-Bundestrainer Andreas Herzog gebeten, für die A-Nationalmannschaft Österreichs zu spielen. Dies lehnte Feilhaber ab, mit der Begründung, er wolle lieber für das US-Team spielen.
Für die US-amerikanische A-Nationalelf wurde er in den Kader der Freundschaftsspiele gegen die Auswahl Schottlands (12. November 2005) und Deutschlands (22. März 2006) berufen, jedoch in den Spielen nicht eingesetzt. Sein erstes Länderspiel bestritt er am 25. März 2007 gegen die Auswahl Ecuadors und das erste Tor erzielte er gegen die Auswahl Chinas am 2. Juni 2007. Im Finale des CONCACAF Gold Cup 2007 in den U.S.A. erzielte er gegen die Auswahl Mexikos den entscheidenden Treffer zum 2:1, der für seine Mannschaft den vierten Triumph in diesem Wettbewerb bedeutete.
Mit der U-23 Auswahl der USA nahm er an den Olympischen Sommerspielen 2008 teil. Ein Jahr später gehörte er zum Kader der A-Nationalmannschaft für den FIFA-Konföderationen-Pokal 2009. Hier erreichte er mit der Mannschaft das Finale.
Feilhaber war auch Teil des US-Kaders, der bei der Weltmeisterschaft 2010 antrat. Er absolvierte drei Einsätze, jeweils als Einwechselspieler.